# Boudry, Burkina Faso
Boudry là một tổng thuộc tỉnh Ganzourgou tại đông trung bộ Burkina Faso. Thủ phủ là thị xã Boudry. Theo điều tra dân số năm 1996, tổng này có tổng dân số 82.690 người..

## Các thị xã và làng xã
- Boudry	(1 682 dân) (thủ phủ)
- Bagzan	(320 dân)
- Boéna	(8 094 dân)
- Boudry-Peulh	(82 dân)
- Bourma	(4 079 dân)
- Dikomtinga	(342 dân)
- Douré	(596 dân)
- Foulgo	(510 dân)
- Gondré	(2 146 dân)
- Gouingo	(2 052 dân)
- Gounghin	(917 dân)
- Ibogo	(386 dân)
- Koankin	(1 656 dân)
- Kostenga	(528 dân)
- Liguidmalguéma	(575 dân)
- Lelkom	(1 223 dân)
- Limsèga	(1 579 dân)
- Manéssé	(836 dân)
- MankargaTraditionnel	(1 204 dân)
- Mankarga	(14 752 dân)
- Nabasnonghin	(877 dân)
- Nabmalguéma	(712 dân)
- Nabinkinsma	(534 dân)
- Nabiraogtenga	(714 dân)
- Nanom	(533 dân)
- Nadioutenga	(448 dân)
- Nédogo	(2 018 dân)
- Nédogo-Peulh	(155 dân)
- Ouaongtenga	(467 dân)
- Ouayalgui	(13 892 dân)
- Payamtenga	(227 dân)
- Pittyn	(1 660 dân)
- Poédogo	(804 dân)
- Pousghin	(2 463 dân)
- Sankuissi	(1 983 dân)
- Silmiougou	(260 dân)
- Songdin	(622 dân)
- Tallé	(689 dân)
- Tamissi	(161 dân)
- Tanama	(1 474 dân)
- Tanghin	(437 dân)
- Tankoala	(74 dân)
- Tanlouka	(908 dân)
- Taonsgo	(1 211 dân)
- Tansèga	(436 dân)
- Tanwaka	(1 116 dân)
- Tinsalgo	(262 dân)
- Toyogdo	(390 dân)
- Yaïka	(1 482 dân)
- Yinsinbingba	(679 dân)
- Zanrsin	(526 dân)
- Zoangpighin	(919 dân)